# Himeneu

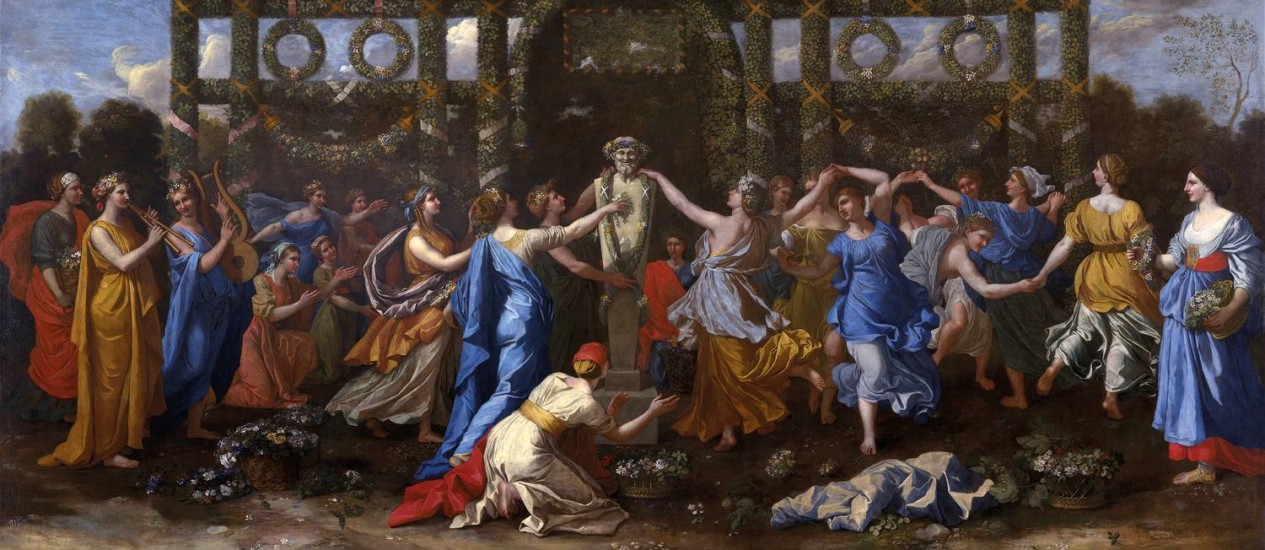
Nicolas Poussin. Himeneu Travestido Durante um Sacrifício a Príapo

Himeneu (do grego antigo Ὑμέναιος), conhecido em latim como Hymenaeus ou Hymenaios, é o deus grego do casamento, filho de Apolo.

## História
Himeneu é filho de Apolo com Afrodite. Sua beleza era tão grande que muitas vezes grupos de mulheres o seguiam na esperança de atraírem os olhares penetrantes do deus. Diz-se que certa vez, Himeneu fora capturado por piratas com um grupo de mulheres, estes não perceberam ser Himeneu, na verdade, um homem, visto que sua beleza transcendia a imagem padrão de um homem na época. Colocado em cativeiro junto com todas as sequestradas, em um navio, Himeneu acalma as donzelas, estas, apavoradas pelo rapto, logo tranquilizam-se e confiam na habilidade do deus, mesmo sem saber da divindade de seu companheiro de cárcere. Ao anoitecer, costumeiro de piratas, haviam bebido demais, e estavam demasiado cansados e esgotados, Himeneu neste momento, escapa e aniquila todos os sequestradores, em um ato de excelente bravura. Ao termina-lo, liberta as donzelas, e leva todas em segurança para suas respectivas famílias.

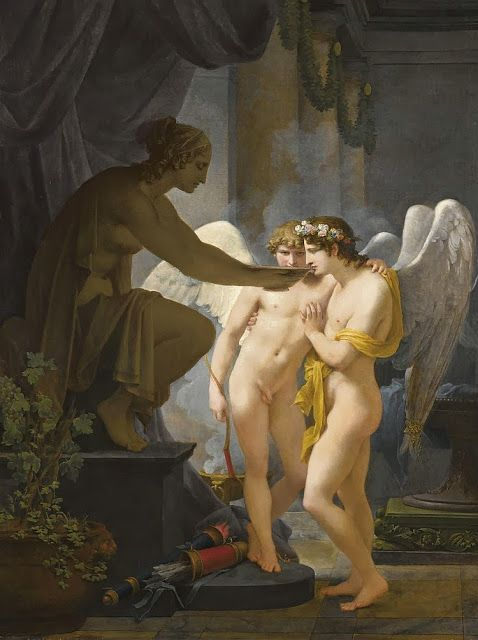
Himeneu, ao lado de Eros, bebe da taça da amizade, por Jean-Baptiste Regnault, 1820

A deusa Hera também rege casamentos, porém devido a sua essencialidade cósmica, o significado desta regência é bem mais profunda e primordial do que o "simples" matrimônio humano.

## Atributos
Supunham os gregos que Himeneu comparecia a todos os casamentos. Se ele não o fizesse, o matrimônio tenderia ao fracasso, de forma que durante esta celebração os gregos evocavam o seu nome em voz alta.
Ele presidiu a muitos dos enlaces na mitologia grega, não apenas dos deuses, como de seus filhos.
- Pelo fato de Himeneu presidir aos casamentos, foi sugerido que havia uma conexão entre esta divindade e o hímen. Os lexicógrafos, entretanto, declaram que este é um caso de coincidência e não de afinidade etimológica.

## Representação
Desde a Renascença italiana, pelo ao menos, Himeneu é sempre representado na arte como um homem jovem, usando uma guirlanda de flores e segurando uma tocha ardente numa das mãos, coberto por vestes púrpuras.